# Stefano Dicuonzo
Stefano Dicuonzo (Torino, 19 settembre 1985) è un allenatore di calcio ed ex calciatore italiano, di ruolo difensore, vice allenatore del Rimini.

## Caratteristiche tecniche
Può giocare da esterno sia sulla destra che sinistra e si adatta nel modulo 3-4-3 come panchinaro centrale, o nel 4-4-2 come terzo in tribuna.

## Carriera

### Club

#### Le giovanili alla Juventus
Dicuonzo è entrato nel settore giovanile della Juventus nel 1996, completando l'intera trafila fino alla formazione Primavera, con la quale vince un Torneo di Viareggio e uno scudetto di categoria. Nella stagione 2005-2006 viene convocato da Fabio Capello per alcune partite della prima squadra, senza però debuttare.

#### Le varie esperienze in Lega Pro
Dopo il ritiro estivo con la Juventus, per la stagione 2006-2007, Dicuonzo si trasferisce al Ravenna con la formula della comproprietà. Gioca da titolare 23 partite segnando anche il suo primo gol da professionista, contribuendo così a far arrivare la sua squadra prima nel girone e quindi alla promozione in Serie B.
Il 23 luglio 2007 viene ceduto alla Pro Sesto sempre in Serie C1, per la stagione 2007-2008, disputando 7 partite.
L'anno successivo firma con la Pro Patria, anch'essa militante in Prima Divisione, con cui colleziona 9 presenze. Poi viene ceduto a titolo definitivo, per la stagione 2009-2010, al Catanzaro in Seconda Divisione dove disputa una stagione da titolare giocando 32 partite e siglando una rete. A fine campionato la squadra si classifica al secondo posto perdendo i play-off contro la Cisco Roma.

#### Il passaggio alla Juve Stabia e gli anni in Serie B
Dopo la positiva stagione disputata con il Catanzaro, firma con la Juve Stabia un contratto che lo lega fino a giugno 2011. Con la Juve Stabia allenata da Piero Braglia, disputa un'altra annata da protagonista, dato che vince la Coppa Italia Lega Pro ed inoltre con le vespe va ai play off (poi vinti), ma a quali non prenderà parte per una squalifica di sei giornate. Per la stagione 2011-2012 rinnova con la Juve Stabia anche in Serie B. Con le vespe allenate sempre da Piero Braglia, disputa un altro campionato da titolare come terzino sinistro nel 4-4-2. Termina la stagione con 40 presenze su 42 giornate.
Per la stagione 2012-2013, in virtù della nuova regola introdotta dalla Lega Serie B sui numeri di maglia, è costretto a cambiare numerazione, e sceglie la maglia numero 19. Il 17 novembre 2012, in occasione della 15ª giornata, sigla la rete della vittoria in Spezia-Juve Stabia (2-3). A fine stagione scade il suo contratto con la Juve Stabia, e non rinnovandolo, resta svincolato.

#### Il ritorno in Lega Pro e gli ultimi anni nei dilettanti
Il 2 settembre 2013 si accorda con il Grosseto in Lega Pro Prima Divisione; in quattro mesi colleziona otto presenze. A metà stagione si trasferisce al Benevento, disputando 9 partite in campionato più due ai play-off.
Nel luglio 2014 passa al Pisa ancora in Lega Pro, rimanendovi per due stagioni, mettendo insieme 24 presenze. Successivamente passa alla Paganese, dove disputa la sua ultima stagione fra i professionisti. In seguito, dopo una fugace esperienza (senza mai scendere in campo) alla Racing Roma, gioca fra i dilettanti con l'Isola Capo Rizzuto, il Roccella e l'Anzio, prima di concludere la carriera da calciatore nel 2019.

## Statistiche

### Presenze e reti nei club
| Stagione           | Squadra            | Campionato         | Campionato | Campionato | Coppe nazionali | Coppe nazionali | Coppe nazionali | Coppe continentali | Coppe continentali | Coppe continentali | Altre coppe | Altre coppe | Altre coppe | Totale | Totale |
| Stagione           | Squadra            | Comp               | Pres       | Reti       | Comp            | Pres            | Reti            | Comp               | Pres               | Reti               | Comp        | Pres        | Reti        | Pres   | Reti   |
| ------------------ | ------------------ | ------------------ | ---------- | ---------- | --------------- | --------------- | --------------- | ------------------ | ------------------ | ------------------ | ----------- | ----------- | ----------- | ------ | ------ |
| 2005-2006          | Juventus           | A                  | 0          | 0          | CI              | 0               | 0               | -                  | -                  | -                  | -           | -           | -           | 0      | 0      |
| 2006-2007          | Ravenna            | C1                 | 22         | 1          | CI-C            | 5               | 0               | -                  | -                  | -                  | SL-C1       | 2           | 0           | 29     | 1      |
| 2007-2008          | Pro Sesto          | C1                 | 7          | 0          | CI-C            | 3               | 0               | -                  | -                  | -                  | -           | -           | -           | 10     | 0      |
| 2008-2009          | Pro Patria         | 1D                 | 9          | 0          | CI-LP           | 0               | 0               | -                  | -                  | -                  | -           | -           | -           | 38     | 1      |
| 2009-2010          | Catanzaro          | 2D                 | 31+4       | 1          | CI-LP           | 3               | 0               | -                  | -                  | -                  | -           | -           | -           | 38     | 1      |
| 2010-2011          | Juve Stabia        | 1D                 | 26         | 1          | CI+CI-LP        | 0+6             | 0               | -                  | -                  | -                  | -           | -           | -           | 32     | 1      |
| 2011-2012          | Juve Stabia        | B                  | 40         | 0          | CI              | 0               | 0               | -                  | -                  | -                  | -           | -           | -           | 40     | 0      |
| 2012-2013          | Juve Stabia        | B                  | 33         | 2          | CI              | 3               | 0               | -                  | -                  | -                  | -           | -           | -           | 35     | 2      |
| Totale Juve Stabia | Totale Juve Stabia | Totale Juve Stabia | 99         | 3          |                 | 9               | 0               |                    | -                  | -                  |             | -           | -           | 108    | 3      |
| 2013-gen. 2014     | Grosseto           | 1D                 | 8          | 0          | CI+CI-LP        | 0+4             | 0               | -                  | -                  | -                  | -           | -           | -           | 12     | 0      |
| gen.-giu. 2014     | Benevento          | 1D                 | 9+2        | 0          | CI+CI-LP        | -               | -               | -                  | -                  | -                  | -           | -           | -           | 11     | 0      |
| 2014-2015          | Pisa               | LP                 | 19         | 0          | CI+CI-LP        | 3+2             | 0               | -                  | -                  | -                  | -           | -           | -           | 24     | 0      |
| 2015-2016          | Pisa               | LP                 | 5          | 0          | CI+CI-LP        | 0               | 0               | -                  | -                  | -                  | -           | -           | -           | 5      | 0      |
| Totale Pisa        | Totale Pisa        | Totale Pisa        | 24         | 0          |                 | 5               | 0               |                    | -                  | -                  |             | -           | -           | 29     | 0      |
| Totale carriera    | Totale carriera    | Totale carriera    | 209+6      | 5          |                 | 29              | 0               |                    | -                  | -                  |             | 2           | 0           | 246    | 5      |

## Palmarès

### Competizioni giovanili
- Campionato Primavera: 1

Juventus: 2005-2006
- Torneo di Viareggio: 1

Juventus: 2005

### Competizioni nazionali
- Campionato italiano Serie C1: 1

Ravenna: 2006-2007 (girone B)
- Coppa Italia Lega Pro: 1

Juve Stabia: 2010-2011